# Gambettola
Gambettola (romanyol nyelven Gambetla vagy E' Bosch) település Olaszországban, Emilia-Romagna régióban, Forlì-Cesena megyében. Lakosainak száma 10 682 fő (2023. január 1.). Gambettola Cesenatico, Gatteo, Cesena és Longiano községekkel határos.

## Népesség
A település lakossága az elmúlt években az alábbi módon változott:
| Lakosok száma | 10 688 | 10 704 | 10 682 |
|               | 2017   | 2018   | 2023   |